# NickMusic (Países Bajos)

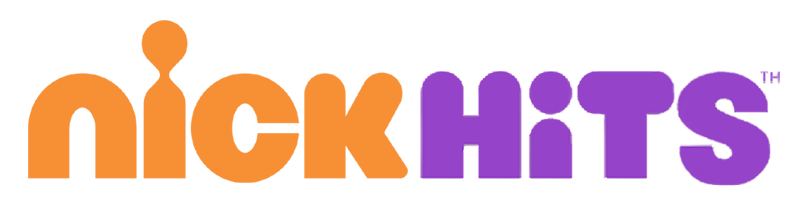
Logo de Nick Hits de 2010 hasta 2017

NickMusic (antes llamado Nick Hits) es un canal de televisión por suscripción musical de origen neerlandés que emite en los Países Bajos, Flandes y gran parte de Europa. El canal está dirigido a niños de 5 a 15 y sólo emite música. Se emite música para los grupos infantiles populares tanto a nivel internacional, como Miley Cyrus, Selena Gomez, Demi Lovato, Miranda Cosgrove, Christina Aguilera, Pixie Lott, Robbie Williams, Sugababes y los Jonas Brothers, así como grupos nacionales como ZirkusZirkus, Jan Smit, Nick y Simon, Ch!pz, KUS y Djumbo.
El canal es uno de los cuatro canales de Nickelodeon en los Países Bajos y Flandes (uno de los tres digitales), los otros canales de Nickelodeon son Nick Jr. (utilizado tanto como un canal digital por separado y un bloque de programación de Nickelodeon (Países Bajos)) y Nicktoons (Países Bajos).
Todos los canales cambiaron sus logotipos el 31 de marzo de 2010, para que coincida con el nuevo estilo de Nickelodeon, la única diferencia notable en el estilo de este logotipo es la letra i que se escriben de manera diferente. El 1 de febrero de 2017, el nombre de Nick Hits se cambió a NickMusic.
El 1 de julio de 2020, se lanzó una versión australiana de NickMusic a través del servicio de televisión de pago de Foxtel, seguida de Sky en Nueva Zelanda el 6 de julio de 2020. Esta es una transmisión directa del canal neerlandés, no una versión localizada a diferencia de otros de canales propiedad de ViacomCBS disponibles. Como resultado, muchos videos de música pop en neerlandés se ven en el canal australiano. Se expandió aún más a Europa central y España el 1 de junio de 2021 como reemplazo de MTV Music 24.